# Уестсайдска история
Вижте пояснителната страница за други значения на Уестсайдска история.
„Уестсайдска история“ (на английски: West Side Story) е мюзикъл на американския хореограф и театрален продуцент Джеръм Робинс с музика на Ленард Бърнстайн, сценарий на Артър Лорънтс и текстове на песните на Стивън Сондхайм.
Поставен за пръв път на „Бродуей“ през 1957 година, той има голям търговски успех и през 1961 година е адаптиран във филма „Уестсайдска история“, режисиран от Робинс с Робърт Уайз, който получава десет награди „Оскар“. Сюжетът е базиран на класическата пиеса на Уилям Шекспир „Ромео и Жулиета“, като действието е пренесено в нюйоркския квартал „Ъпър Уест Сайд“ – по това време работнически район с расово смесено население.